# Rolf Schock-prijs
De Rolf Schock-prijzen werden ingesteld en begiftigd uit de nalatenschap van de filosoof en kunstenaar Rolf Schock (1933-1986). De prijzen werden in 1993 voor het eerst uitgereikt in Stockholm, Zweden. De prijzen worden elke twee jaar toegekend. Elke prijswinnaar ontvang SEK 400.000 (ruim € 40.000).
De prijzen worden uitgereikt in vier categorieën. Het besluit over de uitreiking wordt genomen door driehoofdige commissies vanuit de Koninklijke Zweedse Academie:
- Logica en filosofie (besloten door de Koninklijke Zweedse Academie van Wetenschappen)
- Wiskunde (besloten door de Koninklijke Zweedse Academie van Wetenschappen)
- Beeldende kunst (besloten door de Koninklijke Zweedse Academie van Beeldende Kunsten)
- Muziek (besloten door de Koninklijke Zweedse Academie voor Muziek)

## Laureaten in de logica en de filosofie
| Jaar | Na(a)m(en)              | Land                |
| ---- | ----------------------- | ------------------- |
| 1993 | Willard Van Orman Quine | Verenigde Staten    |
| 1995 | Michael Dummett         | Verenigd Koninkrijk |
| 1997 | Dana S. Scott           | Verenigde Staten    |
| 1999 | John Rawls              | Verenigde Staten    |
| 2001 | Saul Kripke             | Verenigde Staten    |
| 2003 | Solomon Feferman        | Verenigde Staten    |
| 2005 | Jaakko Hintikka         | Finland             |
| 2008 | Thomas Nagel            | Verenigde Staten    |
| 2011 | Hilary Putnam           | Verenigde Staten    |
| 2014 | Derek Parfit            | Verenigd Koninkrijk |
| 2017 | Ruth Millikan           | Verenigde Staten    |
| 2018 | Saharon Shelah          | Israël              |
| 2020 | Dag Prawitz             | Zweden              |
| 2020 | Per Martin-Löf          | Zweden              |
| 2022 | David Kaplan            | Verenigde Staten    |
| 2024 | Irene Heim              | Duitsland           |
| 2024 | Hans Kamp               | Nederland           |

## Laureaten in de wiskunde
| Jaar | Na(a)m(en)         | Land                         |
| ---- | ------------------ | ---------------------------- |
| 1993 | Elias M. Stein     | Verenigde Staten             |
| 1995 | Andrew Wiles       | Verenigd Koninkrijk          |
| 1997 | Mikio Sato         | Japan                        |
| 1999 | Yurij Manin        | Rusland                      |
| 2001 | Elliott H. Lieb    | Verenigde Staten             |
| 2003 | Richard P. Stanley | Verenigde Staten             |
| 2005 | Luis Caffarelli    | Argentinië                   |
| 2008 | Endre Szemerédi    | Hongarije / Verenigde Staten |
| 2011 | Michael Aschbacher | Verenigde Staten             |
| 2014 | Yitang Zhang       | Verenigde Staten             |
| 2017 | Richard Schoen     | Verenigde Staten             |
| 2018 | Ronald Coifman     | Verenigde Staten             |
| 2020 | Nikolai G. Makarov | Rusland / Verenigde Staten   |
| 2022 | Jonathan S. Pila   | Australië                    |
| 2024 | Lai-Sang Young     | Hongkong                     |

## Laureaten in de beeldende kunst
| Jaar | Na(a)m(en)                           | Land                          |
| ---- | ------------------------------------ | ----------------------------- |
| 1993 | Rafael Moneo                         | Spanje                        |
| 1995 | Claes Oldenburg                      | Zweden / Verenigde Staten     |
| 1997 | Torsten Andersson                    | Zweden                        |
| 1999 | Jacques Herzog en Pierre de Meuron   | Zwitserland                   |
| 2001 | Giuseppe Penone                      | Italië                        |
| 2003 | Susan Rothenberg                     | Verenigde Staten              |
| 2005 | Kazuyo Sejima en Ryue Nishizawa      | Japan                         |
| 2008 | Mona Hatoum                          | Libanon / Verenigd Koninkrijk |
| 2011 | Marlene Dumas                        | Nederland / Zuid-Afrika       |
| 2014 | Anne Lacaton en Jean-Philippe Vassal | Frankrijk                     |
| 2017 | Doris Salcedo                        | Colombia                      |
| 2018 | Andrea Branzi                        | Italië                        |
| 2020 | Francis Alÿs                         | België                        |
| 2022 | Rem Koolhaas                         | Nederland                     |
| 2024 | Steve McQueen                        | Verenigd Koninkrijk           |

## Laureaten in de Muziek
| Jaar | Na(a)m(en)           | Land                  |
| ---- | -------------------- | --------------------- |
| 1993 | Ingvar Lidholm       | Zweden                |
| 1995 | György Ligeti        | Roemenië / Oostenrijk |
| 1997 | Jorma Panula         | Finland               |
| 1999 | Kronos Quartet       | Verenigde Staten      |
| 2001 | Kaija Saariaho       | Finland               |
| 2003 | Anne Sofie von Otter | Zweden                |
| 2005 | Mauricio Kagel       | Argentinië            |
| 2008 | Gidon Kremer         | Letland               |
| 2011 | Andrew Manze         | Verenigd Koninkrijk   |
| 2014 | Herbert Blomstedt    | Zweden                |
| 2017 | Wayne Shorter        | Verenigde Staten      |
| 2018 | Barbara Hannigan     | Canada                |
| 2020 | György Kurtág        | Hongarije             |
| 2022 | Víkingur Ólafsson    | IJsland               |
| 2024 | Oumou Sangaré        | Mali                  |